# Жуйков, Евгений Леонидович
Жу́йков Евге́ний Леони́дович (22 июня 1952, д. Власовцы, Просницкого района Кировской обл. — 21 марта 2022, Кирово-Чепецк Кировской обл.) — советский и российский поэт, прозаик, журналист, редактор, педагог. Член Союза писателей России (с 1995 года). Заслуженный работник культуры Российской Федерации.

## Биография

Мемориальная доска на доме, где жил Жуйков

Родился в 1952 году в деревне Власовцы Просницкого района (ныне в Кирово-Чепецком районе). В 1954 году увезён родителями в рабочий посёлок Кирово-Чепецкий, где строился химический завод, на котором они позже работали до выхода на заслуженный отдых. После окончания школы с 1969 по 1971 гг. работал слесарем на том же заводе, затем поступил в Кировский государственный педагогический институт, истфилфак которого окончил в 1975 году. Преподавал русский язык и литературу в средней школе посёлка Безбожник Мурашинского района, через четыре года вернулся в Кирово-Чепецк, где преподавал в СГПТУ-6, пока в 1984 году не был приглашён корреспондентом в кирово-чепецкую городскую и районную газету «Кировец», вскоре стал заместителем её главного редактора. С момента основания в октябре 1990 года областной газеты «Вятский край» — её собственный корреспондент. Принял у переехавшей жить в 1982 году в Новгородскую область Валерии Ситниковой руководство кирово-чепецким литературным клубом «Поиск», возглавлял его до 1990 года. 
В 1982 году на областном семинаре стихи Жуйкова получили высокую оценку писателей Кировской области, наряду с другими молодыми поэтами М. Котомцевой, С. Сырневой, А. Вепрёвым, Е. Наумовой. Рукопись первой книги Евгения Жуйкова была рекомендована к изданию в «Волго-Вятском книжном издательстве», книга «Сопряжение судеб» увидела свет в 1985 году. 
Публиковался в антологиях «Война и мир» и «Слово о матери»; в альманахе «Вятка литературная»; периодических сборниках произведений кировских писателей «Встречи»; в журналах «Наш современник», «Смена», «Луч», «Рабоче-крестьянский корреспондент», «Литера», «Новгород литературный»; в газете «Литературная Россия», в областных и районных изданиях: «Кировская правда», «Комсомольское племя» и др. Выступал на областном радио и телевидении.
Евгений Жуйков — член Союза писателей России с 1995 года. Автор 12 книг стихов и прозы. Произведения переведены на английский, болгарский, удмуртский языки. 
В 1988-м стал лауреатом II областного фестиваля молодой поэзии, а через год — лауреатом только что учреждённой городской премии имени Я. Ф. Терещенко. За книгу стихов «Голос», изданную в 1994 году, был удостоен российской премии имени А. С. Грина. Книга стихов и прозы «Отчина» была отмечена областной премией имени поэта-фронтовика Овидия Любовикова. 
В 2010 году удостоен Всероссийской литературной премии имени русского поэта Николая Заболоцкого и почётного звания «Заслуженный работник культуры Российской Федерации».
В 2020 году в издательстве ИТРК вышла книга стихотворений «Численник души», где были собраны стихотворения 2017—2019 годов. Уже после смерти поэта увидела свет его последняя книга «Пока дышу», также подготовленная ИТРК.
Евгений Жуйков ушёл из жизни во Всемирный день поэзии 21 марта 2022 года, в Кирово-Чепецке. По словам коллег по писательской организации, причиной смерти стали осложнения после коронавируса. Последние 1,5 месяца своей жизни поэт провёл в коме. Прощание состоялось в фойе здания администрации Кирово-Чепецка, отпевание — во Всехсвятской церкви
Мне снятся опять серебристые кони:

не щиплют травы и не пьют из протоки —

всё скачут они, серебристые кони,

всё скачут навстречу заре на востоке.

Ещё не остыли над озером звёзды,

но травы поникли под росами утра,

и падают, падают, падают звёзды

на конские лбы, вознесённые круто…

Мне снятся опять серебристые кони:

не зная покою, не зная неволи,

всё скачут они, серебристые кони,

и глухо дрожит под копытами поле…

И если меня вдруг не станет когда-то,

то знайте – меня уж никто не догонит,

я там, где однажды сверкнув на закате,

всё скачут в рассвет серебристые кони…

## Семья
- Супруга (с 1975 г.) Жуйкова Валентина Викентьевна, род. в 1952 г. в городе Белая Холуница Кировской области, — в 1990—2015 гг. директор средней школы № 11 (ныне — гимназия № 2) города Кирово-Чепецка, Заслуженный учитель Российской Федерации (2002)[2][20].
- Сын Максим (род. в 1975)[12].
- Родители —  Леонид Андреевич и Евдокия Васильевна[21].
- По отцовской линии — дед Андрей Данилович (ум. в 1945 г.) и бабушка Варвара Корниловна[21].
- По материнской линии — дед Василий Максимович (участник Великой Отечественной войны, кавалер боевых орденов и медалей, был трижды ранен) и бабушка Евдокия Герасимовна[21].

## Память
- 22 июня 2022 года в Музейно-выставочном центре города Кирово-Чепецка состоялся вечер памяти поэта. В этот день ему исполнилось бы 70 лет[22][23].
- 26 марта 2023 года в Центре культурного развития Кирово-Чепецка прошёл вечер памяти поэта. Состоялась презентация вышедшей посмертно его книги «Пока дышу», в которую вошли стихотворения, написанные в последние годы жизни[17].
- 16 сентября 2023 года на доме, где жил с 1987 по 2022 гг. Е. Л. Жуйков (город Кирово-Чепецк, улица 60-летия Октября, д. 7/1) была открыта мемориальная доска[24].